# ラング・ド・シャ

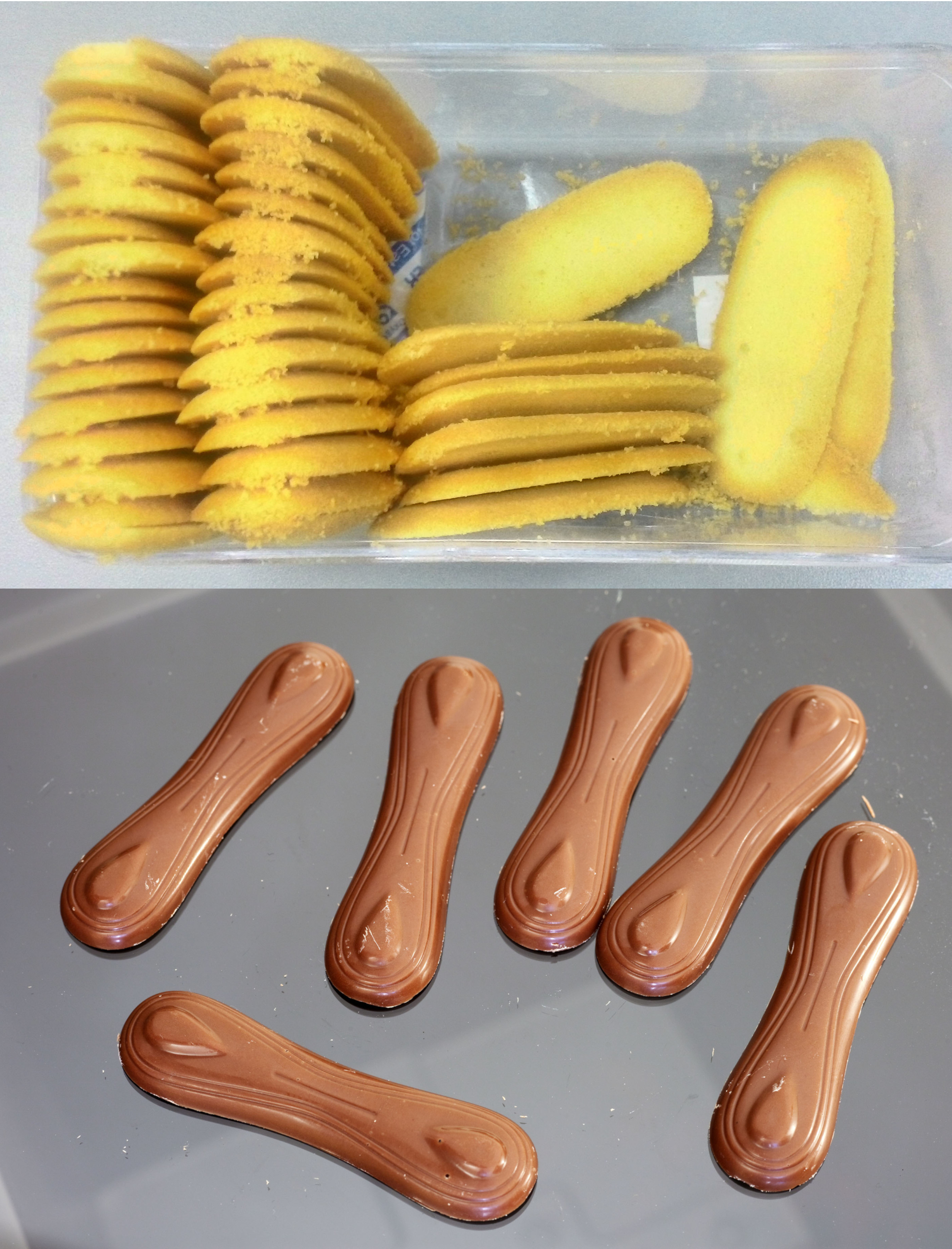
上図はビスケットのラング・ド・シャ。下図はミルク・チョコレート・バーのカッツェンツンゲン。

ラング・ド・シャ（フランス語: langue de chat）は、出現が17世紀とも20世紀初頭とも言われるフランスの伝統的な菓子の一種。

## 概要
他の小麦粉を使った菓子であるサブレやビスキュイとも違いザラついた食感で薄い楕円、あるいは中央が括（）れた楕円（瓢箪形（））である。その形状から「langue de chat」（猫の舌）と呼ばれる。
室温で柔らかくしたバターと同量の砂糖と小麦粉にかき混ぜた卵白を加えたタネを薄く細長い楕円状にオーブンで焼き上げる。塩やバニラビーンズ、バニラエッセンスなどを入れる場合もある。表面がザラつきサクサクとした軽い食感が特徴である。

## 日本のラング・ド・シャ

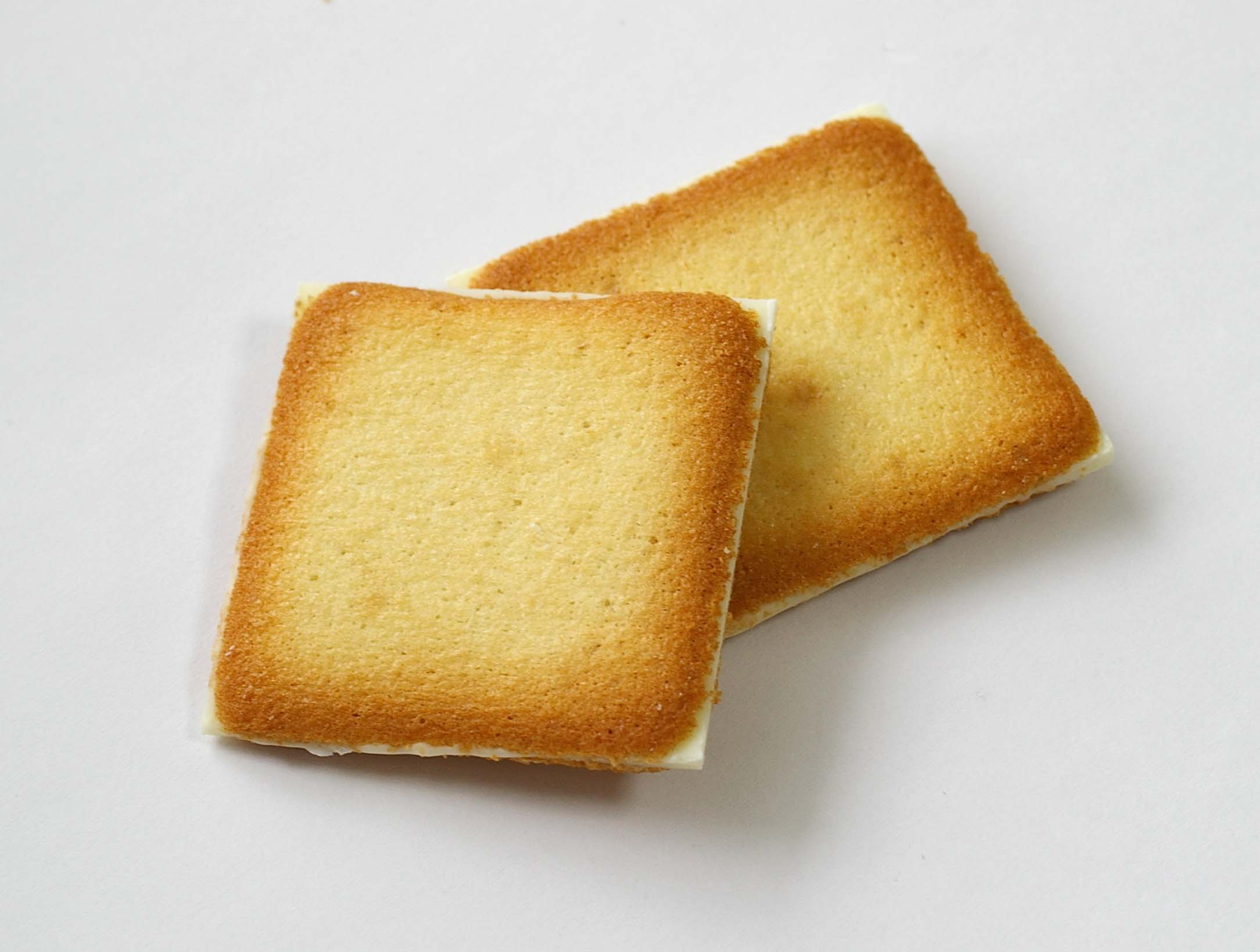
白い恋人

日本では楕円や中程が括（）れた楕円（瓢箪形（））ではなく、正円型や正方形型が主流である。表面のザラつきと軽い食感は同様。北海道銘菓「白い恋人」はラング・ド・シャにチョコレートやホワイトチョコレートを挟んでいる。
他にラング・ド・シャを使った日本の洋菓子には長野県下伊那郡高森町銘菓の「白い針葉樹」や広島県世羅郡世羅町銘菓「まごころづつみ」がある。ヨックモックではラング・ド・シャをクルクルに巻いた「シガール」や、チョコなどを挟んだ四角いものもある。静岡県熱海市では、三木製菓の「ネコの舌」が熱海ブランドに認定されている。福岡県博多銘菓の「まっかな苺のラングドシャ」はフリーズドライのあまおうを使用したものである。

## カッツェンツンゲン

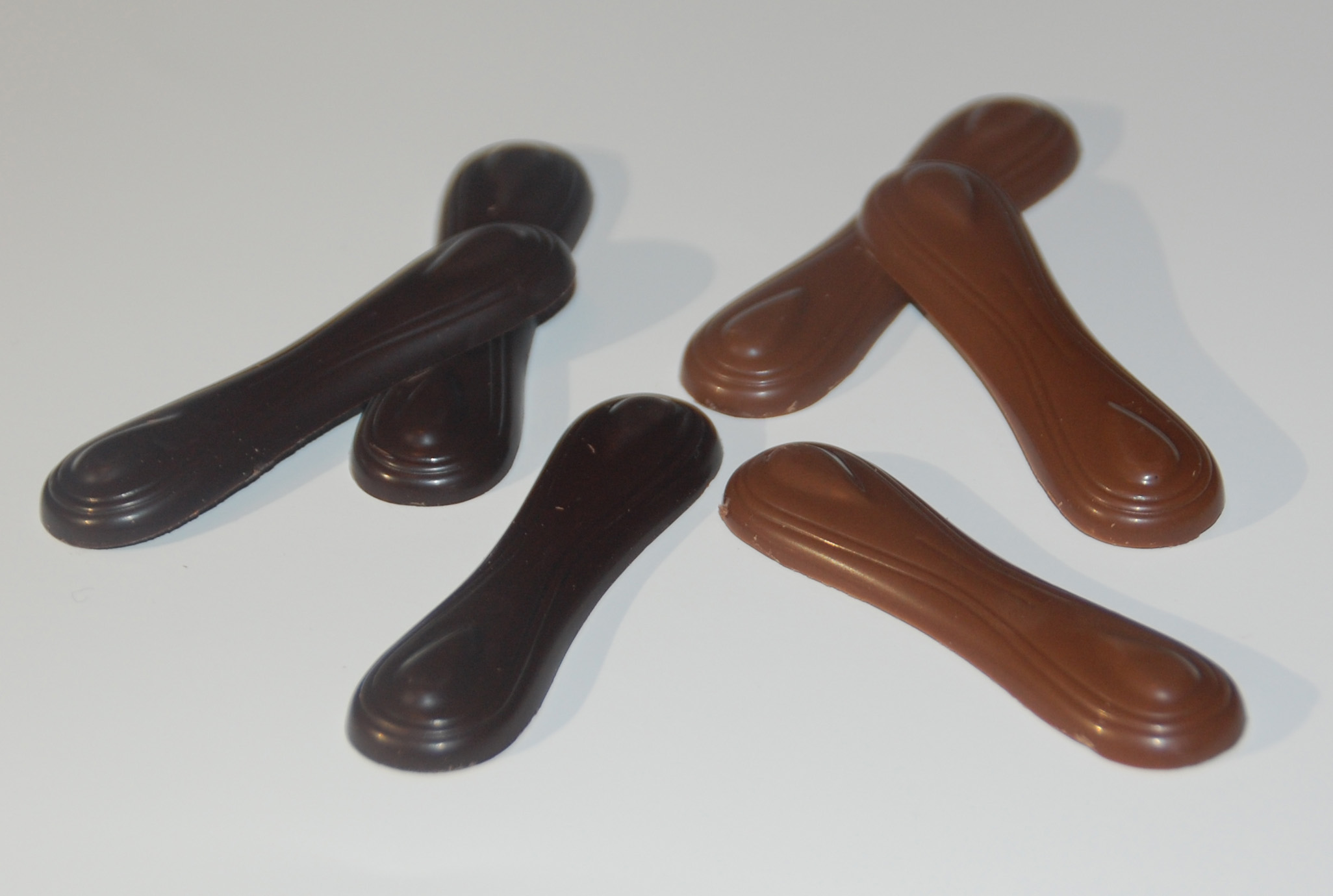
カッツェンツンゲン

ドイツ語圏では、同じ「猫の舌」という意味のカッツェンツンゲ (Katzenzunge) で、細長い猫の舌型のチョコレートを意味する。日本語では通常、複数形のカッツェンツンゲン (Katzenzungen) と呼ばれる。
ベルギー人のショコラティエであるジャン・ギャレ（ギャレ社 Galler 創設者）が考案しこの名を付けた、あるいは、オーストリアの Küfferle 社（現在はリンツ&シュプルングリー社傘下）が1892年に生産したという。